# Dracocéphale d'Autriche
Espèce
Synonymes
- Dracontocephalum laciniatum (Mill.) St.-Lag.[1]
- Ruyschiana austriaca (L.) House[1]
- Ruyschiana laciniata Mill.[1]
- Zornia partita Moench[1]

Le dracocéphale d’Autriche[réf. nécessaire] (Dracocephalum austriacum) est une espèce de plantes à fleurs de la famille des Lamiaceae. C'est une plante vivace orophyte sud-est européenne-caucasienne (substeppique). En France, on ne la rencontre que dans les Alpes (étages montagnard et subalpin).

## Description
C’est une plante haute de 20 à 50 cm. Les tiges sont velues, dressées et très feuillées.
Les feuilles sont découpées en 3 à 7 lanières, elles sont très velues et se terminent par une longue soie.
L’inflorescence est formée de 1 à 6 fleurs qui forment un épi plus ou moins dense. Les fleurs sont violet foncé.
Le fruit est formé de 4 akènes lisses.